# Кулик, Александр Васильевич
Алекса́ндр Васи́льевич Кули́к (укр. Олександр Васильович Кулик; 24 мая 1957, пос. Середина-Буда, Сумская область — 1 марта 2022 года, близ посёлка Низы, Сумская область) — украинский спортсмен, чемпион УССР среди юниоров, тренер по велосипедному спорту, мастер спорта, заслуженный тренер Украинской ССР (1988), участник российско-украинской войны, погибший в ходе вторжения России на Украину в 2022 году.

## Биография
Александр Кулик родился 24 мая 1957 года в поселке Середина-Буда Сумской области.
В 1979 году окончил обучение в Киевском государственном институте физического воспитания.
Работая в Сумах, подготовил Александра Кириченко — чемпиона Олимпиады 1988 года в гите на 1000 метров с места в составе сборной СССР.
Работал директором комплексной детско-юношеской спортивной школы «Украина» профсоюзной организации ОАО «Сумстрой». Работал директором детского лагеря «Орленок».
С началом российского вторжения на Украину, присоединился к подразделению ТРО ВС Украины.
Погиб 1 марта 2022 года в бою с российскими войсками вблизи посёлка Низы на Сумщине в ходе вторжения России на Украину.